# Catherine Davani
Catherine Davani   (3 de juny de 1960 - 4 de novembre de 2016) va ser una jutgessa de Papua Nova Guinea. Va ser la primera dona a exercir com a jutgessa del Tribunal Suprem de Papua Nova Guinea des del 2001 i durant 15 anys, fins a la seva mort.
Davani va néixer a Wau, a la província de Morobe, però més tard va viure a Dorom, al districte de Rigo, a la província Central. Va estudiar a l'escola secundària nacional de Kerevat, prop de Rabaul, i a la Universitat de Papua Nova Guinea abans de completar el curs de l'Institut de Formació Jurídica el 1984. Davani va ser admesa com a advocada el novembre de 1984 i va treballar a la secció civil de l'Oficina d'Advocats Públics fins al 1987. Va estudiar a Austràlia del 1987 al 1988, on va obtenir un màster en dret a la Universitat de Sydney, abans de tornar a Port Moresby per treballar per a Namaliu & Co Lawyers. Posteriorment, va treballar per a Gadens Ridgeway Lawyers del 1991 al 1994, Shepherds Lawyers del 1994 al 2000 i Blake Dawson Waldron del 2000 fins al seu nomenament al poder judicial el 2001. Va ser membre del Comitè Estatutari d'Advocats (1995–2001) i del Consell de la Societat d'Advocats de Papua Nova Guinea (1998–2001).
Davani també va estar molt involucrada en activitats esportives i va jugar a futbol a nivell local, nacional i internacional. Va representar Papua Nova Guinea en tres partits de classificació per a la Copa del Món de Futbol d'Oceania, i va ser capitana de la selecció femenina de futbol de Papua Nova Guinea en els partits de classificació de 1994 i 1998. També va ser membre de la Comissió Esportiva de Papua Nova Guinea (1993-2001), membre executiva de l'Associació de Futbol de Papua Nova Guinea (1989-2004) i la seva vicepresidenta (1993-1995). El 2001, va ser nomenada membre de la Cambra d'Arbitratge Internacional de Futbol, i quan es va fusionar amb el Tribunal d'Arbitratge Esportiu, es va convertir en la representant de Papua Nova Guinea al tribunal.
Estava casada amb John Davani i van tenir quatre fills. Va morir de càncer el novembre de 2016 en un hospital de Brisbane, Austràlia, i es va celebrar el funeral i una sessió cerimonial en el seu record al Tribunal Suprem a Port Moresby el 14 de novembre.